# Вимивання (сільське господарство)
У сільському господарстві вимива́ння — втрата ґрунтом водорозчинних речовин, поживних для рослин, внаслідок дощу та зрошування. Щоб запобігти надмірній втраті поживних речовин, беруть до уваги структуру ґрунту, висаджування сільськогосподарських культур, тип і норми внесення добрив та інші фактори. Вимивання може також позначати практику застосування невеликого надлишкового зрошення там, де вода має високий вміст солі, щоб запобігти відкладенню солей у ґрунті (контроль солоності). Там, де це практикується, зазвичай потрібно використовувати дренаж, щоб відвести зайву воду.
Вимивання становить небезпеку для довкілля, адже воно сприяє забрудненню підземних вод. Коли вода від дощу, повені або інших джерел просочується в землю, вона може розчиняти хімічні речовини та переносити їх у підземні «джерела». Особливе занепокоєння викликають звалища небезпечних відходів та смітники, а в сільському господарстві — надлишок добрив, гній тварин та біоциди (наприклад, пестициди, фунгіциди, інсектициди та гербіциди), що неправильно зберігаються.

## Вимивання азоту
Азот — поширений у природі елемент та необхідна для рослин поживна речовина. Молекулярний азот (N2) становить приблизно 78 % атмосфери Землі. Міцний зв'язок між атомами робить цей газ досить інертним, тому рослини й тварини не можуть використовувати його  безпосередньо. Оскільки азот природним чином циркулює в повітрі, воді та ґрунті, він зазнає різних хімічних та біологічних перетворень. Азот сприяє росту рослин. Потім худоба поїдає врожай та виробляє гній, який повертається у ґрунт та вносить органічні та мінеральні форми азоту. Цикл завершується, коли наступна культура використовує змінений ґрунт. Щоб збільшити виробництво їжі, добрива, такі як нітрати (NO3–) та амоній (NH4+), які легко засвоюються рослинами, вносяться в зону коренів рослин. Однак ґрунти не поглинають надлишок іонів NO3–, які потім вільно рухаються вниз з дренажними водами та вимиваються в підземні води, потоки та океани. На ступінь вимивання впливають:
- тип і структура ґрунту. Наприклад, піщаний ґрунт утримує мало води, тоді як глинисті ґрунти мають високий рівень утримання води;
- кількість води, яку використовують рослини/культури;
- скільки нітрату вже є в ґрунті[3].

Рівень оксиду азоту(I) (N2O) в атмосфері Землі зростає зі швидкістю від 0,2 до 0,3% щороку. Азоту з антропогенних джерел на 50% більше, ніж із природних джерел, таких як ґрунти та океани. Вимиті сільськогосподарські внески, тобто добрива та гній, становлять 75%  азоту з антропогенних джерел. За оцінками Продовольчої та сільськогосподарської організації ООН (ФАО), світовий попит на азотні добрива буде зростати на 1,7% щороку в період між 2011 і 2015 роками. Збільшуватимуться на 7,5 мільйона тонн. Очікується, що регіональний приріст використання азотних добрив становитиме 67% в Азії, 18% в Америці, 10% в Європі, 3% в Африці та 1% в Океанії.

## Вимивання фосфору
Фосфор (P) є ключовою поживною речовиною щодо евтрофікації поверхневих вод та було показано, що він обмежує ріст водоростей в озерних середовищах. Втрата P на сільськогосподарських полях давно визнана однією з основних загроз якості поверхневих вод. Вимивання є важливим транспортним шляхом для втрат P із сільськогосподарських полів у переважно рівнинних районах із піщаними ґрунтами або ґрунтами, яким властиві переважальні потоки. На відміну від азоту, фосфор взаємодіє з частинками ґрунту через адсорбцію та десорбцію. Важливими потенційними сайтами адсорбції для P в ґрунтах є поверхні оксидів заліза та алюмінію або гідроксидів, таких як гіббсит або феригідрит. Отже, ґрунти, особливо багаті такими мінералами, можуть накопичувати P, внесений з добривами або гноєм. Адсорбований P знаходиться в складній рівновазі з P у ґрунтовому розчині, що контролюється безліччю різних факторів, таких як:
- наявністю сайтів адсорбції;
- концентрацією фосфору та інших аніонів у ґрунтовому водному розчині;
- ґрунтовим pH;
- ґрунтовим окисно-відновним потенціалом[7][8].

Фосфор вимиватиметься, коли ця рівновага буде зміщена так, що або раніше адсорбований P буде вивільнятися у ґрунтовий розчин, або внесений P більше не зможе адсорбуватися. Багато оброблених ґрунтів отримували  P з добривами або гноєм у кількостях, які часто перевищували потребу сільськогосподарських культур, і це часто тривало десятиліттями. Фосфор, внесений у такі ґрунти, вимивається просто тому, що більшість потенційних сайтів адсорбції зайняті введеним P у минулому, так званим «успадкованим фосфором». Вимивання P також може бути спричинене зміною хімічних умов у ґрунті. Зменшення окислювально-відновного потенціалу ґрунту внаслідок тривалого насичення водою може призвести до відновного розчинення мінералів заліза, які є важливими сайтами сорбції P. Фосфор, адсорбований цими мінералами, також вивільняється в ґрунтовий розчин і може вимиватися. Цей процес викликає особливе занепокоєння під час відновлення природних водно-болотних угідь, які раніше були осушені для сільськогосподарського застосування.

## Вплив на здоров'я
Високий рівень NO3 у воді може негативно вплинути на рівень кисню як для людей, так і для водних систем. До таких наслідків для здоров'я людини належать метгемоглобінемія та аноксія, які зазвичай називають синдромом синьої дитини. Внаслідок цих токсичних ефектів, регуляторні органи обмежують допустиму кількість NO3 у питній воді до 45–50 мг1-1. Евтрофікація, зниження вмісту кисню у воді водних систем, може спричинити загибель риби та інших морських видів. Нарешті, вимивання NO3 з кислих джерел може збільшити втрату кальцію та інших поживних речовин у ґрунті, тим самим знижуючи продуктивність екосистеми.

## Зовнішні посилання
- International Panel on Climate Change (IPCC) On line :  [Архівовано 7 грудня 2020 у Wayback Machine.]
- R.J.Oosterbaan, Water and salt balances in agricultural hydrology. Lecture notes, International Course on Land Drainage, ILRI, Wageningen, The Netherlands. On line :  [Архівовано 31 серпня 2021 у Wayback Machine.]
- R.J.Oosterbaan, 1997. "SaltMod: A tool for interweaving of irrigation and drainage for salinity control". In: W.B.Snellen (ed.), Towards integration of irrigation, and drainage management. ILRI Special report, p. 41–43. On line :

| Ґрунтовий профіль | Це незавершена стаття з ґрунтознавства. Ви можете допомогти проєкту, виправивши або дописавши її. |